# سولومون غرايمز
سولومون غرايمز (بالإنجليزية: Solomon Grimes)‏ (24 يوليو 1985 في ليبيريا - ) هو لاعب كرة قدم ليبيري في مركز الوسط. شارك مع منتخب ليبيريا لكرة القدم. أما مع النوادي، فقد لعب مع إثنيكوس ونادي مؤسسة سفينة ليبيريا للتسجيل ونيا سلاميس فاماغوستا ومايتي بارولي ‏ وKalamata F.C. ‏.

## وصلات خارجية
- سولومون غرايمز على موقع الاتحاد الدولي (مؤرشف)  (الإنجليزية)
- سولومون غرايمز على موقع قاعدة بيانات كرة القدم.إي يو (الإنجليزية)
- سولومون غرايمز على موقع ناشيونال فوتبول تيمز (الإنجليزية)
- سولومون غرايمز على موقع Soccerway.com (الإنجليزية)